# Гвателли, Каллисто
Каллисто Гвателли (итал. Callisto Guatelli; 1818 или 1820—1899) — итальянский композитор и дирижёр, работавший в Турции.
С 1846 года руководил хором местного театра. В 1856 году, после смерти Джузеппе Доницетти, возглавил Императорский оркестр и управлял им в течение двух лет, после чего его сменил Пизани, однако спустя десять лет он вновь возглавил оркестр. Был преподавателем музыки у целого ряда известных турецких деятелей.
Написал церемониальный марш для султана Абдул-Азиза, выпустил два сборника фортепианных переложений традиционной турецкой музыки — в том числе мугама императора Селима III «Şarki», а также сборник из 24 турецких песен «24 Arie Nazionali e Canti Popolari Orientali, Antichi e Moderni».